# Live at the Matt Bevel Institute
Live at the Matt Bevel Institute ist ein Jazzalbum von Blaise Siwula und Dom Minasi. Die 2010 entstandenen Aufnahmen erschienen um Oktober 2010 auf Re:konstruKt.

## Hintergrund
Der im Theater des Matt Bevel Institute, einer gemeinnützigen Kulturorganisation in Tucson, Arizona aufgezeichnete Mitschnitt ist Ergebnis einer seit den späten 1990er-Jahren währenden musikalischen Partnerschaft des Saxophonisten Blaise Siwula mit dem Gitarristen Dom Minasi, beginnend mit Dialing Privileges (1999). Mit Nobu Stowe und Ray Sage entstand dann das Quartett-Album New York Moments (2007). Mit dem Duoalbum The Sunshine Don’t Mind My Singing (2014) setzten die beiden Musiker dann ihre Zusammenarbeit fort.
„The Vampire’s Revenge“ ist eine Duofassung des Titelstücks aus Minasis gleichnamigen Album von 2006.

## Titelliste
- Blaise Siwula & Dom Minasi: Live at the Matt Bevel Institute (Re:konstruKt)

1. Tendencies in Tandem (Blaise Siwula) 7:52
2. The Vampires Revenge (Dom Minasi) 8:49
3. Circle Down (Blaise Siwula) 10:40
4. Strange (Dom Minasi) 13:59
5. King Tut (Blaise Siwula) 11:44
6. What Monk (Dom Minasi) 4:42
7. The Day After Next (Blaise Siwula) 8:18

## Rezeption
Nach Ansicht von Gordon Marshall, der das Album in All About Jazz rezensierte, ist Dom Minasi ein äußerst sensibler Gitarrist mit einer schrägen Herangehensweise, der sich mit Beharrlichkeit und Nerven durch die Läufe schlage. Sein Live-Duett mit dem Saxophonisten Blaise Siwula würde diese Qualitäten gut zusammenfassen, in Konfigurationen, die sich in einem Livemitschnitt entfalten und melodisch aufbauen, das am Ende von einem herrlichen Summen umhüllt sei. In Minasis Stil sei ein Paradoxon am Werk; seine Linien, die Siwulas Saxophonpassagen unterstreichen, hätten eine geometrische Kraft, aber er unterstreiche sie mit einem romantischen Tremolo, das eine fast italienische Folklore-Atmosphäre verrate. Im Verlauf des Albums würde letzteres immer mehr an Bedeutung gewinnen und den Kompositionen zunehmend eine größere melodische Tiefe verleihen.
„Eine Gitarre, ein Saxophon und keine Studiotricks.“ Es sei die Essenz der Einfachheit und dessen, was auf diesem Album erfahrener Improvisatoren zu hören ist, schrieb Ken Waxman (JazzWord). Dennoch würden in den sieben Kompositionen von Siwula/Minasi schwach erinnerte amerikanische Songbook-Melodien oder Hardbop-Klassiker herumgeistern, wie die schattenhafte Präsenz eines noch nicht materialisierten Geistes. Die Version der klanglichen Dekonstruktion des Duos basiere oft auf klanglichen Anspielungen auf John-Coltrane- oder Thelonious-Monk-artige Linien. Indem sie diese Duo-Sessions mit der Initiative angehen, möglichst viele Themen, Variationen und Erweiterungen in die Tracks einzubringen, hätte dieses Duo ein bemerkenswertes Beispiel für Zwei-Personen-Klangkunst geschaffen.